# Зелёные растения
Зелёные растения (лат. Viridiplantae) — подцарство эукариот из царства растений (или царство в некоторых системах классификации).
Таксон включает более 350 тысяч видов.

## Классификация
В составе зелёных растений выделяют два таксона, которым систематики присваивают ранг от подотдела до инфрацарства: Chlorophyta (Зелёные водоросли) и Streptophyta (Высшие растения). В разных системах классификаций харофиты могут быть в любом из этих двух таксонов, в последней макросистеме Ruggiero и др. 2015 года входят в состав Streptophyta.

## Описание
Питер Рейвн с соавторами в царство растений включает только высшие растения (бриофиты и сосудистые). Но с этим мало кто согласен из ботаников, так как по ультраструктурным и биохимическим признакам высшие растения очень близки к зелёным водорослям. Поэтому известный специалист по ультраструктурной морфологии и эволюционист Томас Кавалир-Смит объединяет высшие растения и зелёные водоросли в царство Viridiplantae.